# Valdealiso
Valdealiso es una localidad española que forma parte del municipio de Gradefes, en la provincia de León, comunidad autónoma de Castilla y León.

## Geografía

### Ubicación
| Noroeste: Villanueva del Condado | Norte: Valdealcón       | Noreste: Valdealcón          |
| Oeste: Valduvieco                |                         | Este: Nava de los Caballeros |
| Suroeste Valduvieco              | Sur: Cifuentes de Rueda | Sureste: Cifuentes de Rueda  |

## Demografía
Evolución de la población
| Gráfica de evolución demográfica de Valdealiso entre 2000 y 2017   |
|                                                                    |
| Población de derecho (2000-2017) según el padrón municipal del INE |